# کیم یه اون
کیم یه اون (کره‌ای: 김예은؛ زادهٔ ۱۶ اکتبر ۱۹۹۶) بازیگر اهل کره جنوبی است. او به خاطر ایفای نقش در انتقام شیرین ۲ شناخته می‌شود.

## فیلم‌شناسی

### فیلم
| سال  | عنوان               | نقش                    | توضیحات   | منابع  |
| ---- | ------------------- | ---------------------- | --------- | ------ |
| ۲۰۱۴ | جوانی               | همکلاسی هه ری          |           | [ ۲ ]  |
| ۲۰۱۸ | پارک هوا یونگ       | سو ها                  |           | [ ۳ ]  |
| ۲۰۱۸ | ایلانگ: تشکیلات گرگ | کارمند کافه برج نامسان |           | [ ۴ ]  |
| ۲۰۱۹ | دستورالعمل خوشبختی  | رین                    |           | [ ۵ ]  |
| ۲۰۱۹ | خداحافظ تابستان     | جو هی                  |           | [ ۶ ]  |
| ۲۰۲۰ | اوه! مادربزرگ من    | هه اون                 |           | [ ۷ ]  |
| ۲۰۲۱ | تابستان افکار       | ریل                    |           | [ ۸ ]  |
| ۲۰۲۲ | دلال                | همسر ایم               | حضور ویژه | [ ۹ ]  |
| ۲۰۲۳ | آرمان‌شهر بتنی       |                        |           | [ ۱۰ ] |

### مجموعه تلویزیونی
| سال  | عنوان                                     | نقش                   | توضیحات       | منابع  |
| ---- | ----------------------------------------- | --------------------- | ------------- | ------ |
| ۲۰۱۸ | انتقام شیرین ۲                            | مِنگ سا رانگ           |               | [ ۱۱ ] |
| ۲۰۱۹ | جی‌تی‌بی‌سی دراما فستا: «دستورالعمل خوشبختی» | رسن                   | درام تک قسمتی | [ ۱۲ ] |
| ۲۰۲۱ | صدا                                       | دختر در داستانِ ها اون | فصل ۴         | [ ۱۳ ] |
| ۲۰۲۱ | زادگاه                                    | کیونگ جو              |               | [ ۱۴ ] |
| ۲۰۲۲ | حوا                                       | یو جی هی              |               | [ ۱۵ ] |
| ۲۰۲۳ | دکتر چا                                   | مین چه یون            |               | [ ۱۶ ] |

### مجموعه اینترنتی
| سال  | عنوان                    | نقش            | توضیحات | منابع  |
| ---- | ------------------------ | -------------- | ------- | ------ |
| ۲۰۱۹ | ۲۲ جاده گل               | اون هه سونگ    |         | [ ۱۷ ] |
| ۲۰۲۱ | عاشقانه                  | شین بوم        |         | [ ۱۸ ] |
| ۲۰۲۱ | یک فنجان قهوه میل دارید؟ |                |         | [ ۱۰ ] |
| ۲۰۲۲ | پرواز پسر                | چوی سونگ کیونگ | فصل ۱–۲ | [ ۱۹ ] |
| ۲۰۲۳ | مسابقه                   | هو اون         |         | [ ۲۰ ] |